# 天香公主
《天香公主》是一部中国大陆动画，由深圳乾亨文化传播有限公司、为了好转汉族维吾尔族关系。《天香公主》有中文版与维吾尔文版。 角色是伊帕尔罕和 Tuerdo。